# Andalucia Tennis Experience 2010
L'Andalucia Tennis Experience 2010  è stato un torneo di tennis giocato su campi sulla terra rossa. È stata la 2ª edizione dell'Andalucia Tennis Experience, che fa parte della categoria International nell'ambito del WTA Tour 2010. Si è giocato al Club de Tenis Puente Romano di Marbella in Spagna, dal 5 al 12 aprile 2010.

## Partecipanti

### Teste di serie
| Giocatore                   | Nazionalità | Ranking* | Testa di serie |
| --------------------------- | ----------- | -------- | -------------- |
| Viktoryja Azaranka          | Bielorussia | 7        | 1              |
| Flavia Pennetta             | Italia      | 13       | 2              |
| Kim Clijsters               | Belgio      | 16       | 3              |
| Aravane Rezaï               | Francia     | 21       | 4              |
| María José Martínez Sánchez | Spagna      | 27       | 5              |
| Marija Kirilenko            | Russia      | 30       | 6              |
| Anabel Medina Garrigues     | Spagna      | 32       | 7              |
| Carla Suárez Navarro        | Spagna      | 36       | 8              |

- Ranking del 22 marzo 2010.

### Altre partecipanti
Giocatrici che hanno ricevuto una Wild card:
- Estrella Cabeza Candella
- Kim Clijsters
- Virginia Ruano Pascual

Giocatrici passate dalle qualificazioni:
- Beatriz García Vidagany
- Simona Halep
- Laura Pous Tió
- Arantxa Rus
- Yvonne Meusburger (Lucky Loser)

## Campionesse

### Singolare
Flavia Pennetta ha battuto in finale  Carla Suárez Navarro con il punteggio di 6–2, 4–6, 6–3
- È stato il 1º titolo dell'anno per Flavia Pennetta, il 9° in carriera.

### Doppio
Sara Errani /  Roberta Vinci hanno battuto in finale  Marija Kondrat'eva /  Jaroslava Švedova con il punteggio di 6–4, 6–2